# Wojciech Goliński (zm. 1737)
Wojciech Goliński herbu własnego (zm. 5 czerwca 1737 roku) – pisarz poznański w latach 1734–1737.
Poseł województwa poznańskiego na sejm zwyczajny pacyfikacyjny 1735 roku.